# Дома 1152 км
Дома 1152 км — населённый пункт в Камбарском районе Удмуртии. Входит в состав Борковского сельского поселения.

## География
Деревня расположена на юго-востоке республики на расстоянии примерно в 24 километрах по прямой к северо-западу от районного центра Камбарки.
Часовой пояс
Населённый пункт Дома 1152 км как и вся Удмуртия, находится в часовой зоне МСК+1. Смещение применяемого времени относительно UTC составляет +4:00.

## Население
| 2010 | 2012 |
| ---- | ---- |
| 3    | ↗4   |

Национальный состав
Согласно результатам переписи 2002 года, русские составляли 75 % из 8 чел..